# Belényessonkolyos
Belényessonkolyos falu Romániában, Bihar megyében.

## Fekvése
Bihar megyében, Belényestől nyugatra, a Fekete-Körös bal partján, Belényesújlak és Körösjánosfalva szomszédságában, a Fekete-Körös bal partján fekvő település.

## Története
Belényessonkolyos (Sonkolyos) nevét 1422-ben említette először oklevél Sonkolos néven. 1587-ben Sonkolyos 1808-ban Sonkolyos ~ Sonkojos, Sunkujus néven írták. 
A települést már 1257-ben említik az oklevelek, mint a Csanád nemzetség birtokát.
1570-ben itteni birtokáért pereskedik Telegdy Mihály a székelyek kapitánya, osztályos fia Miklós ellen.
A török idők után a nagyváradi 1. számú püspök birtoka volt  még a 20. század elején is.
Az 1800-as évek elején részbirtokos volt itt gróf Haller János is, akinek itt üveganyag bányája volt.
1851-ben Fényes Elek írta a településről: „Bihar vármegyében, 228 református, 355 görög katholikus lakossal. Mind a két felekezetnek helyben van papja. Földe a Fekete-Körös mellékén termékeny ... Birja a váradi görög püspök.”
1910-ben 893 lakosából 444 magyar, 350 román, 91 cigány volt. Ebből 437 görögkatolikus, 409 református, 19 római katolikus volt.
A trianoni békeszerződés előtt Bihar vármegye Belényesi járásához tartozott.

## Nevezetességek
- Református templom
- Görögkatolikus templom